# Владимир (хоккейный клуб)
Хокке́йный клуб «Влади́мир» — команда по хоккею с шайбой, существующая в городе Владимире, областном центре Владимирской области.

## История клуба
С 1955 года хоккейная команда «Владимир» являлась участником областных соревнований. В 2007 году, после появления во Владимире ледового дворца «Полярис» вместимостью 1290 зрителей, при поддержке руководства региона был создан профессиональный клуб, начавший выступать во Второй лиге российского хоккея. Его первым главным тренером был приглашён Юрий Фёдоров, бывший игрок ЦСКА и горьковского «Торпедо», в 1975 году ставший в составе сборной СССР чемпионом мира и Европы.
В сезоне 2009/2010 клуб дебютировал в Первой лиге, в предшествовавшем сезоне опередив занявшую второе место в дивизионе «Центр» команду из Одинцово на 21 очко. По итогам регулярного чемпионата ХК «Владимир» занял второе место, в полуфинальной серии уступил «Кристаллу» (Электросталь) со счетом 1—3, а в матчах за третье место переиграл ХК «Брянск».
В сезоне 2010/2011 в регулярном чемпионате ХК «Владимир» был пятым, а в четвертьфинале уступил ХК «Белгород». В апреле 2011 года клуб был распущен из-за финансовых трудностей и разногласий с ледовым дворцом.
В 2018 году, после появления во Владимире ледового дворца «Владимир» при поддержке руководства региона профессиональный клуб был воссоздан и начал выступать в Чемпионате Владимирской области и в Кубке Федерации хоккея Владимирской области.